# Họ actini

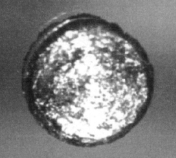
Một đĩa kim loại californi-249 (10 mg). Đĩa có đường kính gấp đôi độ dày của một đầu kim thông thường (1 mm).

Trong hóa học, họ actini (tiếng Anh: actinide hoặc actinoid) hay nhóm actini là nhóm gồm có 15 nguyên tố kim loại với số hiệu nguyên tử từ 89 tới 103, gồm các nguyên tố từ actini cho đến lawrenci. Tên của họ nguyên tố này cũng được lấy từ nguyên tố đầu tiên trong họ đó, actini, và nhóm này thường được kí hiệu là An khi nói về bất cứ nguyên tố nào thuộc họ actini.
Tất cả các nguyên tố trong họ actini đều là nguyên tố f, do đa số đều chưa đủ electron ở lớp 5f, trừ nguyên tố lawrenci cuối cùng là nguyên tố d. Actini thi thoảng cũng được cho là nguyên tố d thay vì lawrenci, tuy nhiên điều này không được chấp nhận rộng rãi. Tương quan với họ lanthan, cũng là một họ với đa số là nguyên tố f, các nguyên tố ở họ actini có hóa trị đa dạng hơn, khi chúng đều có bán kính nguyên tử và bán kính ion lớn, thể hiện nhiều tính chất vật lý hơn bình thường. Trong khi mà actini và các nguyên tố sau americi của họ này có tính chất tương tự với họ lanthan, các nguyên tố như thori, protactini, hay urani lại giống với các kim loại chuyển tiếp hơn, và neptuni cùng với plutoni không thiên về bên nào trong hai trường hợp trên.
Tất cả các nguyên tố thuộc họ này đều có tính phóng xạ và giải phóng năng lượng khi bị phân rã, với urani, thori và plutoni là những nguyên tố họ actini dồi dào nhất trên Trái Đất—chúng được sử dụng trong các lò phản ứng hạt nhân và vũ khí hạt nhân. Urani và thori cũng là những nguyên tố đã từng được sử dụng nhiều trong lịch sử, và americi được sử dụng trong buồng ion ở những máy phát hiện khói hiện đại—một bộ phận quan trọng của công cụ báo cháy.
Trong tự nhiên, thori và urani xuất hiện với lượng tương đối đáng kể. Sự phân rã của urani cũng tạo ra actini và protactini - neptuni và plutoni cũng có thể được tạo ra từ các phản ứng bên trong quặng urani, còn các nguyên tố còn lại trong họ actini đều là những nguyên tố tổng hợp. Các vụ thử vũ khí hạt nhân cũng đã ít nhất giải phóng ra môi trường sáu nguyên tố trong họ này, thường nặng hơn plutoni ra môi trường, một nghiên cứu từ năm 1952 với chủ đề bom H đã chỉ ra sự xuất hiện của americi, curium, californi, berkeli, einsteini và fermi.
Trong bảng tuần hoàn hóa học, các nguyên tố f thường được biểu diễn bằng hai hàng ở dưới phần bảng chính, trong một số phiên bản lại thường được đưa trực tiếp vào bảng.
| Actinium89Ac[227] | Thorium90Th23204 | Protactinium91Pa23104 | Uranium92U23803 | Neptunium93Np[237] | Plutonium94Pu[244] | Americium95Am[243] | Curium96Cm[247] | Berkelium97Bk[247] | Californium98Cf[251] | Einsteinium99Es[252] | Fermium100Fm[257] | Mendelevium101Md[258] | Nobelium102No[259] | Lawrencium103Lr[266] |

| Đen=Rắn | Lục=Lỏng | Đỏ=Khí | Xám=Chưa xác định | Màu của số hiệu nguyên tử thể hiện trạng thái vật chất (ở 0 °C và 1 atm) |

| Nguyên thủy | Từ phân rã | Tổng hợp | Đường viền ô nguyên tố thể hiện sự hiện diện trong tự nhiên của nguyên tố |

## Tìm ra, định nghĩa và tổng hợp
| Nguyên tố | Năm         | Cách tổng hợp                                      |
| --------- | ----------- | -------------------------------------------------- |
| Neptuni   | 1940        | Bắn phá 238U bằng neutron                          |
| Plutoni   | 1941        | Bắn phá 238U bằng deuteri                          |
| Americi   | 1944        | Bắn phá 239Pu bằng neutron                         |
| Curi      | 1944        | Bắn phá 239Pu bằng hạt alpha                       |
| Berkeli   | 1949        | Bắn phá 241Am bằng hạt alpha                       |
| Californi | 1950        | Bắn phá 242Cm bằng hạt alpha                       |
| Einsteini | 1952        | Là sản phẩm phụ của vụ nổ hạt nhân                 |
| Fermi     | 1952        | Là sản phẩm phụ của vụ nổ hạt nhân                 |
| Mendelevi | 1955        | Bắn phá 253Es bằng hạt alpha                       |
| Nobeli    | 1965        | Bắn phá 243Am bằng 15N hay 238U bằng 22Ne          |
| Lawrenci  | 1961 - 1971 | Bắn phá 252Cf bằng 10B hoặc 11B hay 243Am bằng 18O |

Giống với các nguyên tố trong họ Lanthan, nhìn chung các nguyên tố trong họ actini đều có tính chất tương tự với chúng. Có thể phân họ actini ra thành hai nhóm gối lên nhau - các nguyên tố siêu urani là các nguyên tố đứng sau urani trong bảng tuần hoàn và các nguyên tố siêu plutoni, tương tự là các nguyên tố đứng sau plutoni. So sánh với họ Lanthan - khi mà ngoại trừ promethi thì các nguyên tố đều có thể tìm thấy trong tự nhiên - điều này là rất hiếm thấy với họ actini khi mà đa số không có trong tự nhiên, chỉ có trong tự nhiên như thori hay urani với số lượng tương đối. Các nguyên tố dễ thấy nhất, chắc chắn là thori và urani, theo sau đó là plutoni, americi, actini, protactini, neptuni và curium
Sự xuất hiện của các nguyên tố siêu urani lần đầu tiên được đề xuất vào năm 1934 bởi Enrico Fermi trong thí nghiệm của ông. Tuy nhiên, mặc dù khi đó bốn nguyên tố trong họ actini đã được biết đến, việc tính chất của chúng giống với các nguyên tố trong họ Lantan thì chưa được công nhận một cách rộng rãi. Người ta chỉ cho rằng nó là những nguyên tố bình thường trong chu kì 7, với thori, protactini và urani lần lượt tương ứng với hafni - tantal và wolfram, cho tới khi mà việc tổng hợp urani dần dần thay đổi quan điểm này. Năm 1944, một nghiên cứu đã chỉ ra rằng curium không thể có số oxi hóa cao hơn +4 (khi mà nguyên tố khi đó được cho là tương ứng với nó - platin ở chu kì 6 - có thể đạt tới số oxi hóa +6), từ đó khiến nhà hóa học Glenn Seaborg phát biểu giả thuyết họ actini. Các nghiên cứu về những nguyên tố đã biết và những phát hiện mới về những nguyên tố siêu urani dần dần củng cố sự đúng đắn cảu giả thuyết này.
Khi đó, có hai phương pháp chính để điều chế các đồng vị của những nguyên tố siêu plutoni là (1) chiếu xạ các nguyên tố nhẹ với neutron và (2) chiếu xạ bằng các hạt tích điện được gia tốc. Phương pháp đầu tiên rất quan trọng trong thực tiễn, khi mà việc chiếu xạ bằng neutron trong các lò phản ứng hạt nhân cho phép sản xuất một số lượng lớn các nguyên tố tổng hợp trong họ, tuy nhiên lại bị giới hạn khi chỉ sử dụng với các nguyên tố nhẹ. Lợi thế của phương pháp thứ hai là các nguyên tố nặng hơn plutoni - hoặc là các đồng vị khuyết neutron có thể được tổng hợp - điều mà phương pháp thứ nhất không thể.
Trong những năm 1962 - 1966, các nhà khoa học ở Mỹ đã thử tổng hợp đồng vị của những nguyên tố siêu plutoni bằng cách sử dụng chuỗi sáu thử nghiệm hạt nhân dưới lòng đất. Những mẩu đất đá nhỏ trong khu vực nổ được lấy ra ngay lập tức để phân tích thành phần hóa học của chúng, tuy nhiên không có đồng vị nào với số khối trên 257 được tìm thấy, dù đã có những dự đoán khi đó rằng đồng vị này có chu kỳ bán rã với phân rã alpha dài. Lý do cho việc này là do sự phân hạch tự phát của những nguyên tố với tốc độ quá lớn, ví dụ như phát xạ neutron và phản ứng phân hạch.

### Từ actini đến urani
Urani và thori là những nguyên tố đầu tiên trong họ actini được phát hiện - với urani vào năm 1789 do nhà hóa học người Đức Martin Heinrich Klaproth tìm thấy trong quặng uraninit. Ông đặt tên urani cho nguyên tố này dựa trên tên tiếng Anh của Thiên Vương tinh - Uranus, hành tinh được phát hiện 8 năm trước đó. Klaproth đã phân lập thành công một hỗn hợp màu vàng (giống với natri diuranat) bằng cách phân hủy quặng uraninit trong acid nitric và xử lý sản phẩm sau phản ứng bằng xút. Sau đó, ông cô đặc hỗn hợp màu vàng vừa thu được với than củi, sau đó chiết xuất một sản phẩm màu đen mà ông đã nhầm tưởng rằng đó không là kim loại. Sáu mươi năm sau, nhà khoa học người Pháp Eugène-Melchior Péligot đã khẳng định sản phẩm ông thu được là một oxit của urani. Ông cũng đã thành công tổng hợp được một mẫu của kim loại urani bằng việc đốt nóng urani(IV) chloride với kali. Ông cũng đã tính toán số khối của urani khi đó là 120, tuy nhiên sau này vào năm 1872, Dmitri Ivanovich Mendeleev đã đính chính nó thành 240 khi sử dụng các định luật biến đổi tuần hoàn, giá trị này được xác nhận bằng thực nghiệm vào năm 1882 với K. Zimmerman.
Oxit của thori cũng đã được tìm ra bởi Friedrich Wöhler trong quặng khoáng thoranit được tìm thấy ở Na Uy vào năm 1827.Jöns Jacob Berzelius đã định nghĩa và đưa ra nhiều tính chất liên quan tới nó vào năm 1828. Bằng việc cho thori(IV) chloride tác dụng với kali, ông đã thành công điều chế ra được kim loại này và đặt tên nó là thori - dựa trên tên của nhân vật trong thần thoại Hy Lạp - Zeus.
Actini được khám phá vào năm 1899 bởi André-Louis Debierne, một trợ lý của Marie Curie, trong phần dư của quặng uraninit sau khi đã chiết xuất hết radi và plutoni. Ông đã miêu tả tính chất của nó (vào năm 1899) giống với titani và (vào năm 1900 là) giống với thori. Tuy nhiên, sự khám phá này của Debierne đã bị thách thức vào năm 1971 và năm 2000, khi cho rằng phát hiện của ông vào năm 1904 đã mâu thuẫn với chính các công trình của ông vào năm 1899 - 1900. Tuy nhiên, quan điểm này lấy nền tảng từ công trình năm 1902 của Friedrich Oskar Giesel - người đã phát hiện ra một nguyên tố phóng xạ và đặt tên cho nó là emanium - có các tính chất giống với lanthan. Cái tên actinium - tên của nguyên tố này trong tiếng Anh lấy từ tiếng Hy Lạp cổ đại với nghĩa tia. Kim loại này không được tìm ra bằng sự phóng xạ của chính bản thân nó, mà là sự phóng xạ của những sản phẩm con của nó. Do sự tương đồng với actini, lanthan và các nguyên tố tương tự, actini nguyên chất chỉ có thể được điều chế từ năm 1950 - tuy nhiên khái niệm về họ actini đã được giới thiệu lần đầu tiên bởi Victor Goldschmidt vào năm 1937.
Protactini đã được phân lập thành công vào năm 1900 bởi William Crookes. Nó lần đầu tiên được định nghĩa vào năm 1913, khi mà Kasimir Fajans và Oswald Helmuth Gohring nhận ra nguyên tố 234mPa có chu kì bán rã rất ngắn (1,17 phút) trong khi nghiên cứu về 238U. Họ đã đặt tên cho nguyên tố này là brevium (nguyên gốc từ tiếng La Tinh brevis với ý nghĩa ngắn gọn), sau này được đổi thành protoactinium (với ý nghĩa nguyên tố chùm đầu tiên) vào năm 1918 khi hai nhóm các nhà khoa học, dẫn đầu bởi Lise Meitner người Áo - Otto Hahn người Đức và Frederick Soddy, John Cranston người Anh, học độc lập tìm ra đồng vị tồn tại bền hơn là 231Pa. Cái tên này sau đó được rút gọn là protactinium vào năm 1949. Năm 1960, A. G. Maddock và những người cộng sự tại Anh đã điều chế được 130 gram protactini từ 60 tấn dư của quặng uraninit.

### Từ Neptuni trở đi
Neptuni (đặt tên theo tên tiếng Anh của Sao Hải Vương là Neptune - hành tinh tiếp theo sau Sao Thiên Vương - Uranus được đặt tên cho nguyên tố urani) được tìm ra bởi Edwin McMillan và Philip H. Abelson vào năm 1940 tại Berkeley, California. Họ đã điều chế được đồng vị 239Np (chu kì bán rã là 2,4 ngày) bằng việc bắn phá urani bằng những hạt neutron chậm. Đây cũng là nguyên tố siêu urani đầu tiên được tổng hợp.
Các nguyên tố siêu urani không hề xuất hiện trong tự nhiên với số lượng đáng kể và thường được tổng hợp bằng các phản ứng hạt nhân trong các lò phản ứng hạt nhân. Ví dụ, urani-238 có thể trở thành plutoni-239 thông qua chuỗi phản ứng sau:
{\displaystyle {\ce {^{238}_{92}U + ^{1}_{0}n -> ^{239}_{92}U ->[{β-}][{23,5 phút}] ^{239}_{93}Np ->[{β-}][{2,3 ngày}] ^{239}_{94}Pu ->[{α}][{2,4.10000 năm}] ^{235}_{92}U}}}
Phản ứng tổng hợp này được sử dụng bởi Fermi và những người cộng sự trong lò phản ứng mà họ tự thiết kế tại Hanford Site - phản ứng đã giúp điều chế ra một số lượng đáng kể plutoni-239 cho các vũ khí hạt nhân trong dự án Manhattan và kho vũ khí hạt nhân sau chiến tranh của Hoa Kỳ.
Nguyên tố trong họ actini có số khối lớn nhất được tổng hợp bằng việc bắn phá urani, plutoni, curium và californi bằng các ion của nito, oxy, carbon, neon hoặc bo trong máy gia tốc hạt. Chẳng hạn, nobeli được tổng hợp bằng cách bắn phá urani-238 bằng neon-22 theo phương trình {\displaystyle {\ce {^{238}_{92}U + ^{22}_{10}Ne -> ^{256}_{102}No + 4^{1}_{0}n}}}
Những đồng vị đầu tiên của các nguyên tố siêu plutoni như americi-241 và curium-242 được tổng hợp lần đầu tiên vào năm 1944 bởi Glenn T. Seaborg, Ralph A. James và Albert Ghiorso. Cụ thể, curi-242 thu được bằng cách bắn phá plutoni-239 bằng các hạt alpha 32-MeV: {\displaystyle {\ce {^{239}_{94}Pu + ^{4}_{2}He -> ^{242}_{96}Cm + ^{1}_{0}n}}}
Americi-241 và curi-242 cũng có thể được điều chế bằng việc chiếu xạ plutoni trong các lò phản ứng hạt nhân. Curium cũng được đặt tên theo đôi vợ chồng nhà hóa học Marie Curie và Pierre Curie - những người đã tìm ra radi và có nhiều đóng góp cho các nghiên cứu về phóng xạ.
Việc bắn phá curi-242 với hạt alpha cũng đx tạo ra một đồng phân của californi là 245Cf (1950), tương tự với americi-241 đã tạo ra berkeli-243. Nguyên tố mới này được đặt dựa trên tên của Berkeley, California.
Năm 1945, B. B. Cunningham đã tạo ra hợp chất đầu tiên của một nguyên tố plutoni là americi(III) hydroxide. Vài năm sau đó, vài miligram của americi và microgram của curi đã được sử dụng để tạo ra đồng vị của berkeli (Thomson, 1949) và californi (Thomson, 1950). Một lượng thấy được cuẩ các nguyên tố này được điều chế vào năm 1958 bởi Cunningham và Thomson, và hợp chất đầu tiên của californi (0,3 µg CfOCl) được tạo ra lần đầu năm 1960 bởi Cunningham và J. C. Wallmann.
Einsteini và fermi lần đầu tiên được định nghĩa vào những năm 1952 - 1953 trong vụ thử bom hạt nhân Ivy Mike (ngày 1 tháng 11 năm 1952) - lần đầu tiên một quả bom H được thử nghiệm thành công. Sự tiếp xúc ánh sáng của urani-238 và với một lượng lớn neutron từ vụ nổ đã tạo ra các đồng vị lớn hơn của urani là 253 và 255, sau đó sự phân rã beta đã tạo ra einsteini-253 và fermi-255. Việc tìm ra các nguyên tố mới và những kiến thức mới trong việc bắt giữ neutron của nguyên tố đã được giữ tuyệt mật bởi quân đội Hoa Kỳ cho tới năm 1955 trong hoàn cảnh của Chiến tranh Lạnh. Tuy nhiên, đội nghiên cứu ở Berkeley đã có thể tự tạo ra einsteini và fermi bằng các phương pháp phi quân sự, như bắn phá plutoni-239 và công bố nghiên cứu này vào năm 1954 với khẳng định rằng đây chắc chắn không phải công trình đầu tiên về các nguyên tố này. Nghiên cứu Ivy Mike sau đó được giải mật và công bố vào năm 1955. Số lượng đáng kể einsteini (khoảng vài micrograms) đã được giới thiệu vào năm 1961 bởi Cunningham và những người cộng sự, nhưng điều này với fermi là chưa thể.
Đồng vị đầu tiên của mendelevi - 256Md (chu kì bán rã là 87 phút) được tổng hợp bởi Albert Ghiorso, Glenn T. Seabord, Gregory R. Choppin, Bernard G. Harvey và Stanley G. Thompson khi họ đang bắn phá 253Es bằng cấc hạt alpha trong các cyclotron 60-inch tại Berkeley - đây cũng là đồng vị của nguyên tố đầu tiên được tổng hợp bằng từng nguyên tử một.
Có nhiều nỗi lực trong việc thu được đồng vị của nobeli như ở Thụy Điển năm 1957 và Mỹ năm 1958, nhưng kết quả đầu tiên tổng hợp được là 256No bởi một nhóm các nhà hóa học người Nga vào năm 1965, và được định nghĩa bởi IUPAC vào năm 1992. Trong thí nghiệm của họ, họ đã bắn phá urani-238 với neon-22.
Năm 1961, Ghiorso đã thu được đồng vị đầu tiên của lawrenci bằng việc chiếu xạ californi (chủ yếu là californi-252) bằng ion bo-11 và bo-10. Số khối của đồng vị này khi đó không rõ ràng giữa 258 và 259, và vào năm 1965, 256Lr đã được tổng hợp bởi Flyorov và những cộng sự từ 243Am và 18O. Từ đó, IUPAC đã ghi nhận nhóm nhà vật lý hạt nhân tại Dubna và Berkeley là những người cùng tìm ra lawrenci.

## Đồng vị
| Tính hạt nhân của đồng vị và của các đồng vị quan trọng nhất của các nguyên tố siêu plutoni. | Tính hạt nhân của đồng vị và của các đồng vị quan trọng nhất của các nguyên tố siêu plutoni. | Tính hạt nhân của đồng vị và của các đồng vị quan trọng nhất của các nguyên tố siêu plutoni. | Tính hạt nhân của đồng vị và của các đồng vị quan trọng nhất của các nguyên tố siêu plutoni. | Tính hạt nhân của đồng vị và của các đồng vị quan trọng nhất của các nguyên tố siêu plutoni. |
| Đồng vị                                                                                      | Chu kì bán rã                                                                                | Khả năng phân hạch tự phát (%)                                                               | Năng lượng phát ra (MeV - %)                                                                 | Năng lượng phát ra (MeV - %)                                                                 |
| Đồng vị                                                                                      | Chu kì bán rã                                                                                | Khả năng phân hạch tự phát (%)                                                               | α                                                                                            | γ                                                                                            |
| -------------------------------------------------------------------------------------------- | -------------------------------------------------------------------------------------------- | -------------------------------------------------------------------------------------------- | -------------------------------------------------------------------------------------------- | -------------------------------------------------------------------------------------------- |
| 241Am                                                                                        | 432,2(7) năm                                                                                 |                                                                                              |                                                                                              |                                                                                              |
| 243Am                                                                                        | 7,37(4) x 103 năm                                                                            |                                                                                              |                                                                                              |                                                                                              |
| 242Cm                                                                                        | 162,8(2) ngày                                                                                |                                                                                              |                                                                                              |                                                                                              |
| 244Cm                                                                                        | 18,10(2) năm                                                                                 |                                                                                              |                                                                                              |                                                                                              |
| 245Cm                                                                                        | 8,5(1) x 103 năm                                                                             |                                                                                              |                                                                                              |                                                                                              |
| 246Cm                                                                                        |                                                                                              |                                                                                              |                                                                                              |                                                                                              |
| 247Cm                                                                                        |                                                                                              |                                                                                              |                                                                                              |                                                                                              |
| 248Cm                                                                                        |                                                                                              |                                                                                              |                                                                                              |                                                                                              |
| 249Bk                                                                                        |                                                                                              |                                                                                              |                                                                                              |                                                                                              |
| 249Cf                                                                                        |                                                                                              |                                                                                              |                                                                                              |                                                                                              |
| 250Cf                                                                                        |                                                                                              |                                                                                              |                                                                                              |                                                                                              |
| 251Cf                                                                                        |                                                                                              |                                                                                              |                                                                                              |                                                                                              |
| 252Cf                                                                                        |                                                                                              |                                                                                              |                                                                                              |                                                                                              |
| 254Cf                                                                                        |                                                                                              |                                                                                              |                                                                                              |                                                                                              |
| 253Es                                                                                        |                                                                                              |                                                                                              |                                                                                              |                                                                                              |
| 254Es                                                                                        |                                                                                              |                                                                                              |                                                                                              |                                                                                              |
| 255Es                                                                                        |                                                                                              |                                                                                              |                                                                                              |                                                                                              |
| 255Fm                                                                                        |                                                                                              |                                                                                              |                                                                                              |                                                                                              |
| 256Fm                                                                                        |                                                                                              |                                                                                              |                                                                                              |                                                                                              |
| 257Fm                                                                                        |                                                                                              |                                                                                              |                                                                                              |                                                                                              |
| 256Md                                                                                        |                                                                                              |                                                                                              |                                                                                              |                                                                                              |
| 257Md                                                                                        |                                                                                              |                                                                                              |                                                                                              |                                                                                              |
| 258Md                                                                                        |                                                                                              |                                                                                              |                                                                                              |                                                                                              |
| 255No                                                                                        |                                                                                              |                                                                                              |                                                                                              |                                                                                              |
| 259No                                                                                        |                                                                                              |                                                                                              |                                                                                              |                                                                                              |
| 256Lr                                                                                        |                                                                                              |                                                                                              |                                                                                              |                                                                                              |
| 257Lr                                                                                        |                                                                                              |                                                                                              |                                                                                              |                                                                                              |